# Santiago de Veraguas
Santiago de Veraguas – miasto w środkowej Panamie. Współrzędne geograficzne: 8°06′N 80°58′W/8,100000 -80,966667. Ludność: 88 997 (2010). Ośrodek administracyjny prowincji Veraguas. Założone w 1621 roku. Gospodarka opiera się na handlu, bankowości, rolnictwie i hodowli. Mniejsze znaczenie ma wytwórstwo: garncarstwo i rymarstwo.